# Biostoffverordnung
Die Biostoffverordnung (BioStoffV) ist eine Verordnung zum Schutz von Arbeitnehmern bei Tätigkeiten mit biologischen Arbeitsstoffen.
Die Biostoffverordnung wurde erstmals 1999 erlassen und diente der Umsetzung der Richtlinie 90/679/EWG des Rates der Europäischen Union vom 26. November 1990 über den Schutz der Arbeitnehmer gegen Gefährdung durch biologische Arbeitsstoffe bei der Arbeit.
Die Biostoffverordnung wurde seitdem mehrfach geändert: Im Jahr 2004, um die Richtlinie 2000/54/EG des Europäischen Parlaments und des Rates vom 18. September 2000 umzusetzen. In den Jahren 2008 und 2013 gab es weitere Änderungen. Die Neufassung von 2013 beruht auf der Umsetzung der Richtlinie 2010/32/EU des Rates vom 10. Mai 2010 zur Durchführung der von HOSPEEM und EGÖD geschlossenen Rahmenvereinbarung zur Vermeidung von Verletzungen durch scharfe/spitze Instrumente im Krankenhaus- und Gesundheitssektor.
In der Neufassung von 2013 wurde darüber hinaus der Aufbau der Verordnung geändert, sie ist nun in Abschnitte gegliedert. Die Grundpflichten des Arbeitgebers, die sich aus dem allgemeinen Arbeitsschutz ergeben, werden besonders erwähnt und an mehreren Stellen wird betont, dass bei den Beschäftigten ein Sicherheitsbewusstsein geschaffen werden soll. Auch die Trennung in Tätigkeiten mit sowie ohne Schutzstufenzuordnung ist eine Neuerung.

## Allgemeine Informationen zur Biostoffverordnung
Die Verordnungsermächtigung für die Biostoffverordnung (Neufassung vom 15. Juli 2013) liegt im deutschen Arbeitsschutzgesetz (ArbSchG), im Infektionsschutzgesetz (IfSG) und im Heimarbeitsgesetz (HAG). Der Einfluss mehrerer Rechtsgebiete lässt sich auch daran erkennen, dass die Verordnung neben der Unterschrift der Bundeskanzlerin auch die Unterschriften von drei weiteren Bundesministern aufweist, vom Bundesministerium für Arbeit und Soziales, Bundesministerium für Gesundheit und Bundesministerium des Innern.
Ziel der Biostoffverordnung ist der Schutz der Beschäftigten bei Tätigkeiten mit Biologischen Arbeitsstoffen (BA), sie dient also dem Arbeitsschutz. Vor dem Erlass der ersten Biostoffverordnung 1999 gab es nur spezielle Vorschriften für Beschäftigte im Bereich des medizinischen Infektionsschutzes und der Gentechnik. Mit Biologischen Arbeitsstoffen kommen aber auch Beschäftigte in ganz anderen Arbeitsbereichen in Kontakt, durch die Verordnung wird dies nun berücksichtigt.
Tätigkeiten, bei denen Beschäftigte in Kontakt mit BA kommen können, gibt es im gewerblichen Bereich und im öffentlichen Dienst, z. B. in Biotechnologie-Unternehmen, im Gesundheitswesen, in der Entsorgungswirtschaft, in der Baubranche, in Hochschulen, Laboratorien und in der Landwirtschaft.
Biologische Arbeitsstoffe sind natürliche und genetisch veränderte Bakterien, (Schimmel-)Pilze und Viren, Zellkulturen und Endoparasiten, die Infektionen, sensibilisierende oder toxische Wirkungen beim Menschen hervorrufen können. Von den BA können Gefährdungen für die Beschäftigten ausgehen, sie können sich beispielsweise mit Krankheitserregern infizieren. Da die Gefährdungen je nach BA unterschiedlich ausfallen, erfolgt eine Einteilung der Biologischen Arbeitsstoffe in Risikogruppen. Es muss eine Gefährdungsbeurteilung durchgeführt werden, in der ermittelt wird, welche Gefährdung der Beschäftigten von den Biostoffen ausgeht. Dementsprechend werden die Tätigkeiten verschiedenen Schutzstufen zugeordnet. Für diese Tätigkeiten sind allgemeine Schutzmaßnahmen (diese sind immer anzuwenden) und zusätzliche Schutzmaßnahmen (bei Tätigkeiten der Schutzstufe 2, 3 oder 4, also bei Tätigkeiten mit eher gefährlichen BA) erforderlich. Auch müssen arbeitsplatz- und biostoffbezogene Betriebsanweisungen erstellt werden, mit denen dann eine Unterweisung der Beschäftigten erfolgt. Maßnahmen für den Notfall (Betriebsstörung, Unfall) müssen ebenfalls festgelegt werden. Wer Tätigkeiten der Schutzstufe 2, 3 oder 4 ausüben will, muss dies bei der zuständigen Behörde melden (Erlaubnis- und Anzeigepflichten).
Gefährdungen, die durch Pflanzen- und Tierbestandteile oder Tierbisse entstehen, fallen nicht in den Geltungsbereich der Biostoffverordnung, sondern sind im Rahmen der allgemeinen Anforderungen des Arbeitsschutzgesetzes (Gefährdungsbeurteilung) zu betrachten. Beispiele sind die photosensibilisierende Wirkung des Riesen-Bärenklau oder eingewanderte Ambrosia-Arten, deren Pollen Allergien auslösen können.

## Inhalt der Biostoffverordnung

### Erster Abschnitt – Anwendungsbereich, Begriffsbestimmungen und Risikogruppeneinstufung

#### Anwendungsbereich – § 1 BioStoffV
Die Biostoffverordnung gilt für Tätigkeiten mit Biologischen Arbeitsstoffen, diese werden im Verordnungstext auch mit der Abkürzung BA oder mit dem synonymen Begriff Biostoff bezeichnet. Das Ziel ist der Schutz von Sicherheit und Gesundheit der Beschäftigten, die mit biologischen Arbeitsstoffen umgehen. Die Verordnung legt fest, welche Maßnahmen dazu nötig sind. Auch bei Tätigkeiten, die dem Gentechnikrecht zugeordnet werden, muss die Biostoffverordnung beachtet werden. Falls in den Rechtsvorgaben (z. B. Gentechnikgesetz und Gentechnik-Sicherheitsverordnung) strengere Regelungen vorhanden sind, so müssen diese beachtet werden.

#### Begriffsbestimmungen – § 2 BioStoffV
Im zweiten Paragraphen der Verordnungen werden die Begriffe definiert, die für das Verständnis des Rechtstextes von Bedeutung sind, dies sind u. a.
- Biostoff (Biologischer Arbeitsstoff) → Definition im Artikel Biologischer Arbeitsstoff
- Mikroorganismen
- Zellkulturen
- Toxine
- Tätigkeiten: Sie sind möglichst umfassend formuliert, dazu gehört auch das Befördern oder Entsorgen der BA. Die Neufassung von 2013 berücksichtigt ebenfalls die berufliche Arbeit mit Menschen, Tieren, Pflanzen und vielem mehr, falls auf Grund dieser Arbeiten BA auftreten können, die die Beschäftigten möglicherweise gefährden können.
- Gezielte Tätigkeiten: Diese Definition ist von Bedeutung für die Gefährdungsbeurteilung und die Wahl der Schutzmaßnahme. „Gezielte Tätigkeiten liegen vor, wenn 1. die Tätigkeiten auf einen oder mehrere Biostoffe unmittelbar ausgerichtet sind, 2. der Biostoff oder die Biostoffe mindestens der Spezies nach bekannt sind und 3. die Exposition der Beschäftigten im Normalbetrieb hinreichend bekannt oder abschätzbar ist.“ (§ 2 Abs. 8 Biostoffverordnung von 15. Juli 2013)

Falls nur einer der oben genannten Punkte nicht zutrifft, handelt es sich um eine nicht gezielte Tätigkeit. Ein Beispiel für eine gezielte Tätigkeit: Ein Mitarbeiter in einem mikrobiologischen Labor hat die Aufgabe, eine Flüssigkultur von Vibrio cholerae (ein Bakterium) auf ein Nährmedium in einer Petrischale zu übertragen und er hält dabei die gängige Gute Laborpraxis ein. Seine Aufgabe ist direkt auf den Biostoff (hier das Bakterium) ausgerichtet; er weiß, um welche Spezies (Art) es sich handelt und in der geregelten Laborpraxis ist bekannt, inwieweit er dabei dem Bakterium (als schädigender Umwelteinfluss) ausgesetzt ist (Exposition). Er wird nicht das Bakterium absichtlich in seinen Körper aufnehmen (beispielsweise durch den Mund), hingegen besteht die Möglichkeit, dass das Kulturgefäß zu Bruch geht und der Mitarbeiter davon Spritzer auf seine Haut bekommt.
- Beschäftigte: Hier wird explizit erwähnt, dass die Definition auch Schüler und Studenten umfasst.
- Arbeitgeber

#### Risikogruppeneinstufung – § 3 BioStoffV
Dieser Paragraph regelt die Einstufung der Biologischen Arbeitsstoffe in vier Risikogruppen. Die Einstufung erfolgt nach dem Infektionsrisiko, vereinfacht bedeutet dies, je gefährlicher ein Biostoff ist, desto höher ist die Risikogruppe.
Für die Einstufung wird in der Biostoffverordnung auf Anhang III der Richtlinie 2000/54/EG (eine EU-Richtlinie) verwiesen, außerdem erfolgt die Einstufung durch das Bundesministerium für Arbeit und Soziales nach Beratung mit dem Ausschuss für Biologische Arbeitsstoffe (ABAS). Dieser Ausschuss ist bei der Bundesanstalt für Arbeitsschutz und Arbeitsmedizin (BAuA) eingerichtet und gibt die Technischen Regeln für Biostoffe (TRBA) heraus. In den Technischen Regeln für Biostoffe kann man nachlesen, in welcher Risikogruppe ein bestimmter BA, z. B. ein Bakterium oder ein Virus eingestuft ist.

### Zweiter Abschnitt – Gefährdungsbeurteilung, Schutzstufenzuordnung, Dokumentations- und Aufzeichnungspflichten

#### Gefährdungsbeurteilung – § 4 BioStoffV
Der Begriff der Gefährdungsbeurteilung basiert auf dem Arbeitsschutzgesetz. Der Arbeitgeber hat fachkundig zu beurteilen, welche Gefährdung der Beschäftigten von den Biostoffen ausgeht. Ist er selber dazu nicht in der Lage, muss er sich fachkundig beraten lassen. Bezüglich der Fachkunde nach Biostoffverordnung gibt die TRBA 200 entsprechend weiterführend Informationen. Für die Gefährdungsbeurteilung sind eine Reihe von Punkten abzuklären, dies sind beispielsweise
- Identität, Risikogruppeneinstufung und Übertragungswege der Biologischen Arbeitsstoffe
- ihre möglichen sensibilisierenden und toxischen Wirkungen
- die Aufnahmepfade (Aufnahmewege) in den Körper
- Art der Tätigkeit mit den BA
- Art, Dauer und Häufigkeit der Exposition der Beschäftigten
- Substitutionsprüfung: Es ist zu prüfen, ob es nicht Biostoffe, Arbeitsverfahren oder Arbeitsmitteln gibt, die zu keiner oder einer geringeren Gefährdung der Beschäftigten führen würden.

Auf Grundlage der Gefährdungsbeurteilung müssen dann Schutzmaßnahmen festgelegt werden.

#### Tätigkeiten mit Schutzstufenzuordnung – § 5 BioStoffV

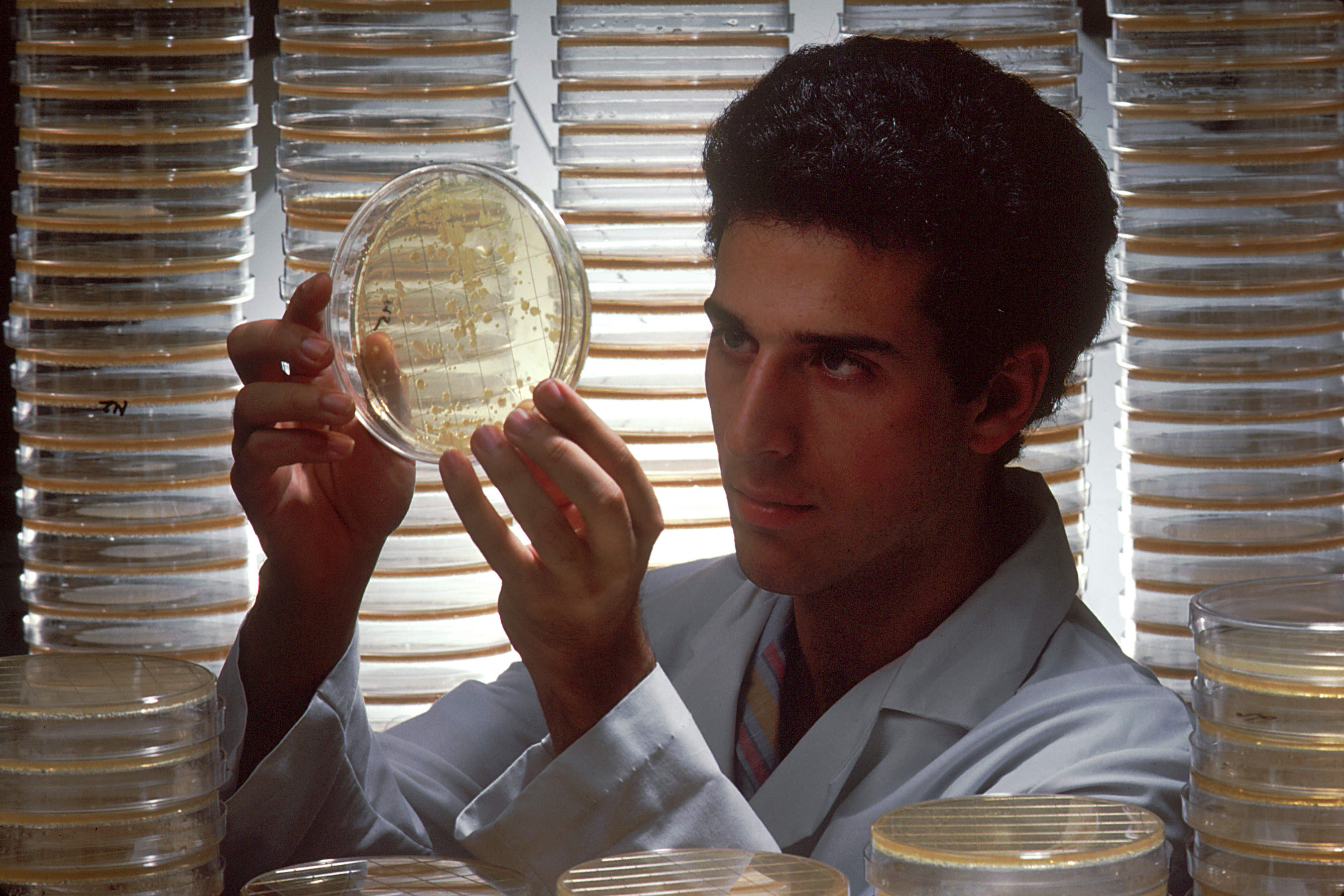
Tätigkeiten in einem mikrobiologischen Labor
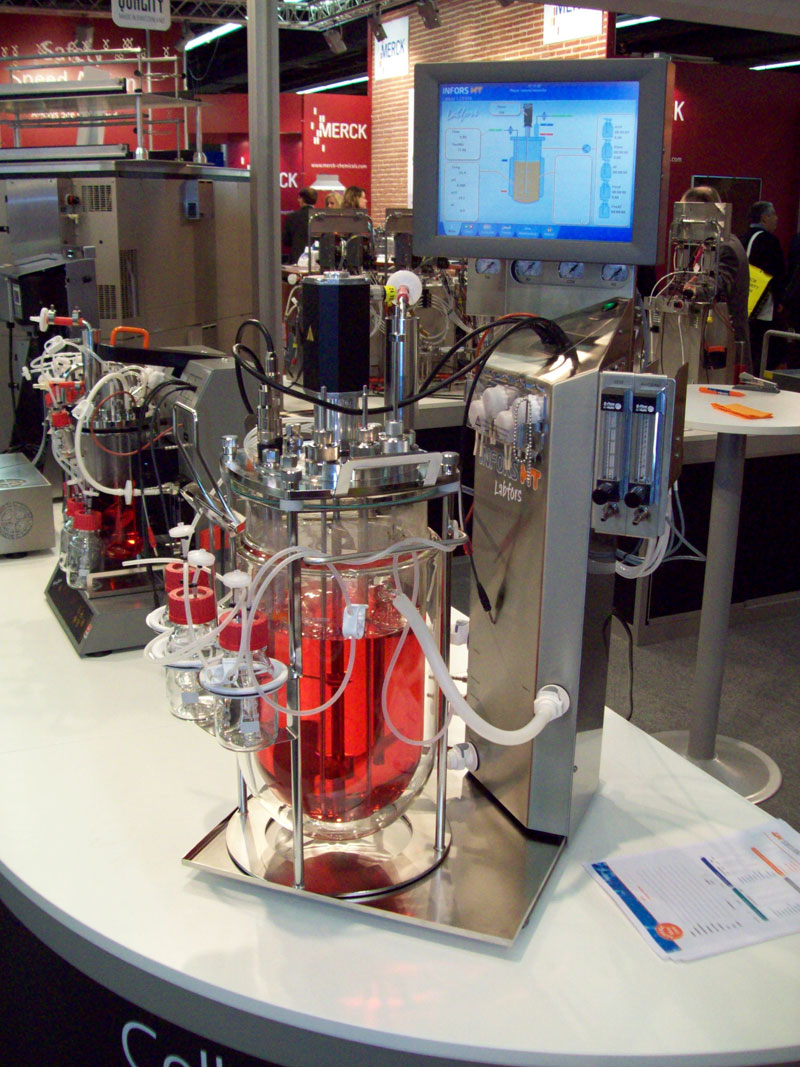
Tätigkeiten in der Biotechnologie
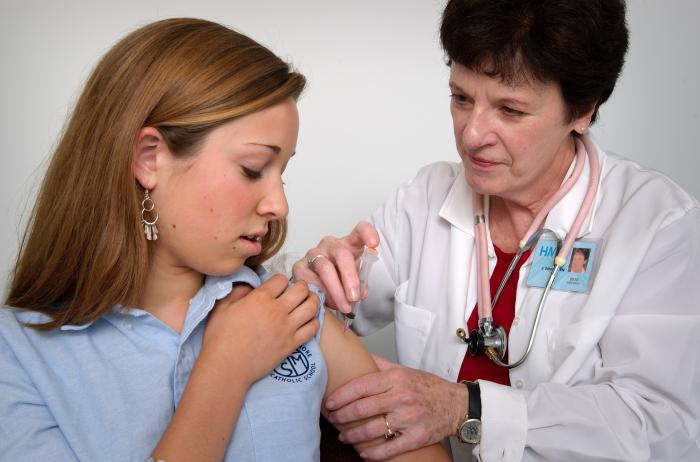
Tätigkeiten im Gesundheitsdienst

Falls es sich um Tätigkeiten in Laboratorien, in der Versuchstierhaltung, in der Biotechnologie sowie in Einrichtungen des Gesundheitsdienstes handelt, muss zusätzlich noch ermittelt werden, ob es sich um gezielte oder nicht gezielte Tätigkeiten handelt. Die Tätigkeiten werden dann einer Schutzstufe zugeordnet.
Wenn es sich um eine gezielte Tätigkeit handelt, entspricht die Schutzstufe der Risikogruppe, beispielsweise sind in einem Labor bei gezielten Tätigkeiten mit Vibrio cholerae die Maßnahmen der Schutzstufe 2 vorgeschrieben, da Vibrio cholerae der Risikogruppe 2 zugeordnet ist. Bei nicht gezielten Tätigkeiten ist die Zuordnung der passenden Schutzstufe komplizierter. Sie richtet sich nach der Risikogruppe des Biostoffs, der hauptverantwortlich für die Gefährdung der Beschäftigten (durch eine Infektion) ist. Dabei ist die Wahrscheinlichkeit des Auftretens des BA, die Art der Tätigkeit und die genaue Exposition der Mitarbeiter zu berücksichtigen.

#### Tätigkeiten ohne Schutzstufenzuordnung – § 6 BioStoffV

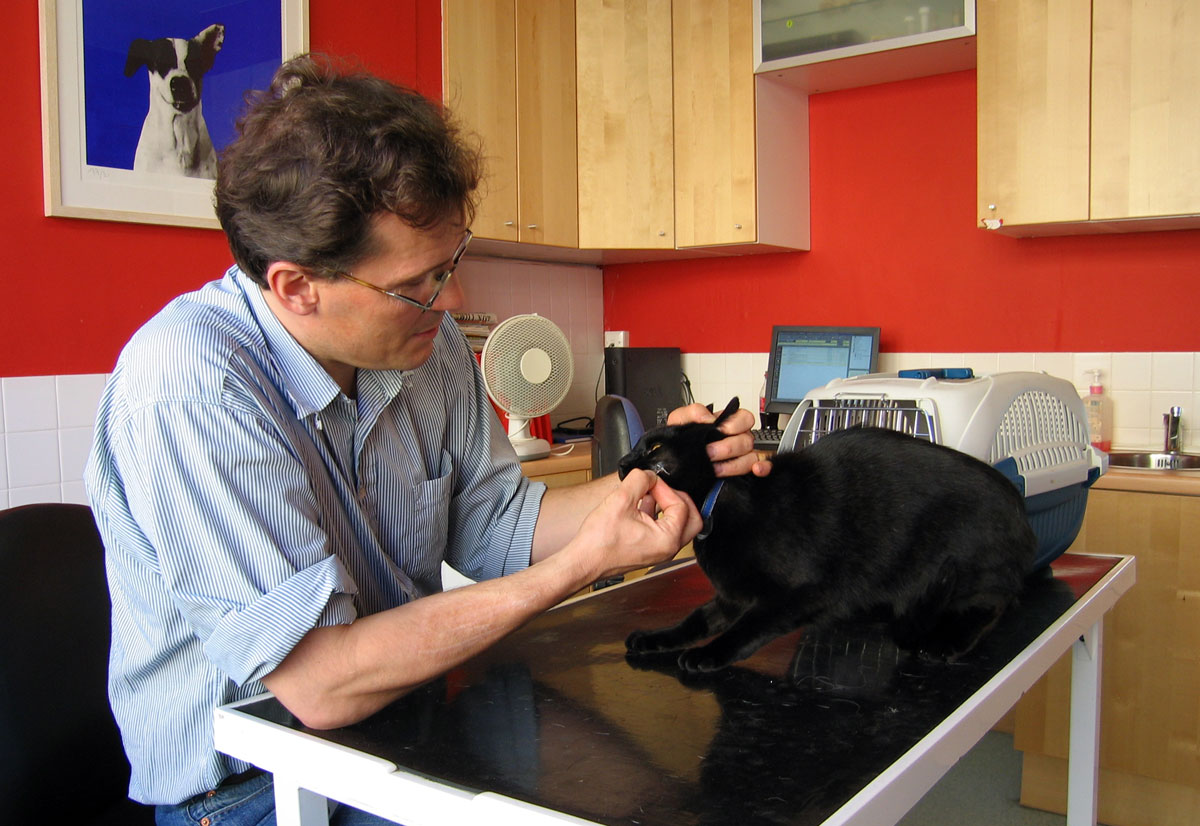
Tätigkeiten in der Veterinärmedizin
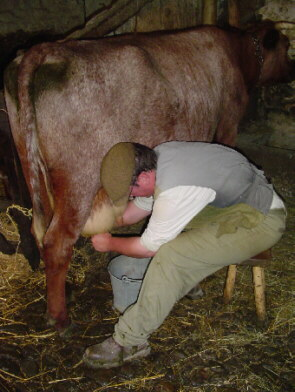
Tätigkeiten in der Landwirtschaft
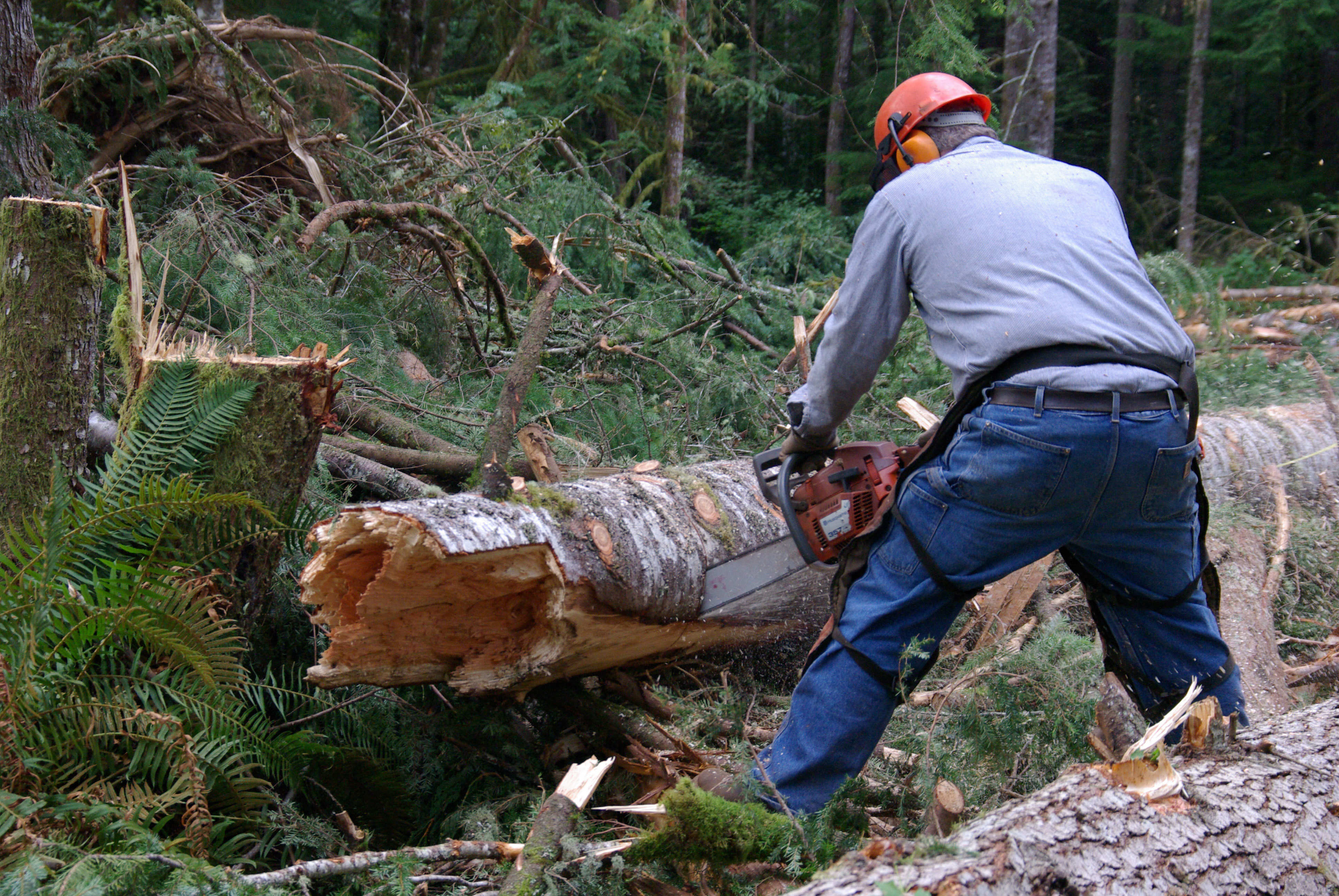
Tätigkeiten in der Forstwirtschaft
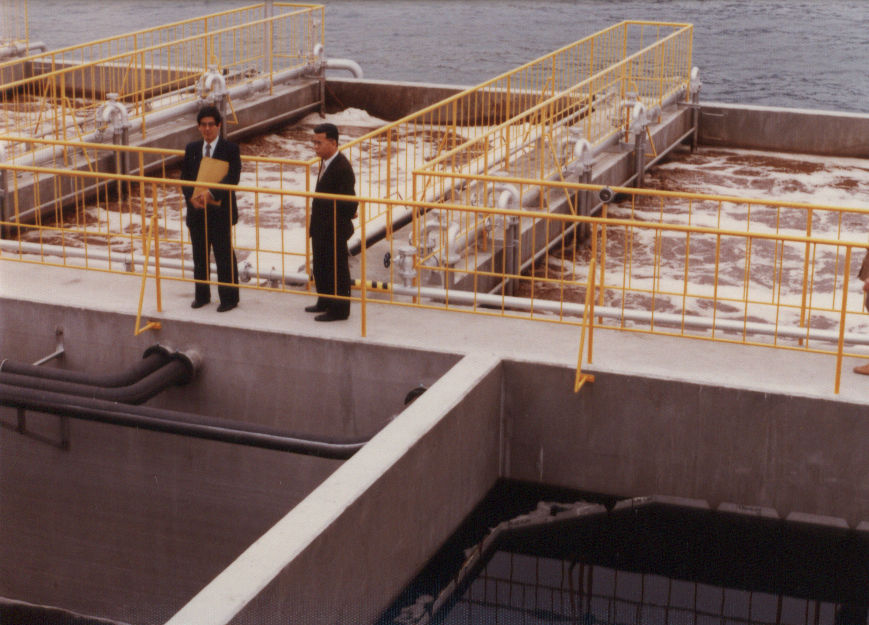
Tätigkeiten in der Abwasserwirtschaft
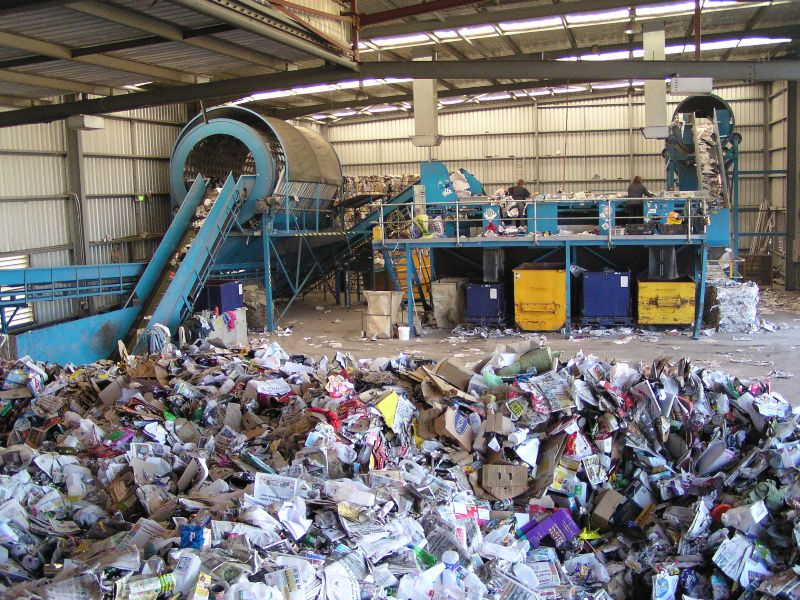
Tätigkeiten in der Abfallwirtschaft
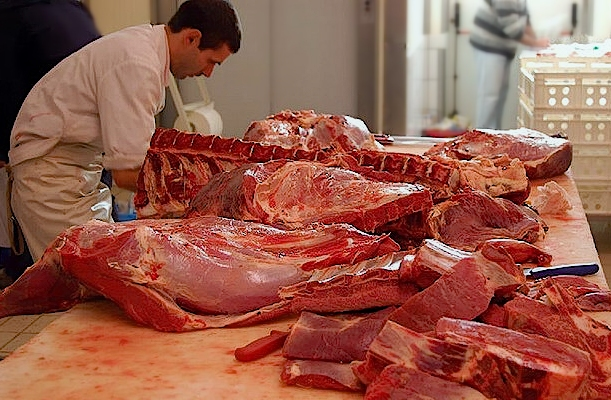
Tätigkeiten in Schlachtbetrieben

Falls es sich um Tätigkeiten in anderen Bereichen als in § 5 BioStoffV aufgeführt handelt, entfällt die Zuordnung der Tätigkeiten zu einer Schutzstufe. „Zu diesen Tätigkeiten gehören beispielsweise Reinigungs- und Sanierungsarbeiten, Tätigkeiten in der Veterinärmedizin, der Land-, Forst-, Abwasser- und Abfallwirtschaft sowie in Biogasanlagen und Schlachtbetrieben.“ (§ 6 Abs. 1 Biostoffverordnung von 15. Juli 2013)

#### Dokumentation der Gefährdungsbeurteilung und Aufzeichnungspflichten – § 7 BioStoffV
Die Gefährdungsbeurteilung ist durch den Arbeitgeber zu dokumentieren. Dies muss vor Aufnahme der Tätigkeiten erfolgen und die Pflicht ist unabhängig davon, wie viele Beschäftigte es gibt. Die Zuordnung einer Schutzstufe und die zu ergreifenden Schutzmaßnahmen sind als Ergebnis der Gefährdungsbeurteilung ebenso Bestandteil der Dokumentationspflicht. Eine weitere Vorgabe ist, ein Biostoffverzeichnis zu erstellen, eine Liste aller verwendeten oder auftretenden Biostoffe. Falls Tätigkeiten der Schutzstufe 3 oder 4 durchgeführt werden, muss der Arbeitgeber zusätzlich ein Verzeichnis der dabei beteiligen Beschäftigten führen.

### Dritter Abschnitt – Grundpflichten und Schutzmaßnahmen

#### Grundpflichten – § 8 BioStoffV
In diesem Paragraphen wird die Bedeutung des Arbeitsschutzes hervorgehoben. Der Arbeitgeber muss die dafür nötigen personellen, finanziellen und organisatorischen Voraussetzungen schaffen. Auch die Vertretung der Beschäftigten (meistens der Betriebsrat) soll daran beteiligt werden. Ein weiteres wichtiges Ziel ist es, dass die Mitarbeiter ein Sicherheitsbewusstsein entwickeln.

#### Allgemeine Schutzmaßnahmen – § 9 BioStoffV
Bei allen Tätigkeiten mit BA müssen die allgemeinen Hygienemaßnahmen eingehalten werden. Diese umfassen bauliche, technische und organisatorische Vorgaben, so müssen beispielsweise Arbeitsplätze und Arbeitsmittel regelmäßig gereinigt werden, es müssen Waschgelegenheiten für die Beschäftigten sowie vom Arbeitsplatz getrennte Umkleidemöglichkeiten vorhanden sein.
Bei Tätigkeiten in Laboratorien, in der Versuchstierhaltung, in der Biotechnologie und in Einrichtungen des Gesundheitsdienstes (vergleiche § 5 BioStoffV) müssen darüber hinaus die speziellen Hygienemaßnahmen eingehalten werden. Diese sind in den vom ABAS herausgegebenen Technischen Regeln für Biologische Arbeitsstoffe enthalten, beispielsweise in der TRBA 500: Grundlegende Maßnahmen bei Tätigkeiten mit biologischen Arbeitsstoffen.

#### Zusätzliche Schutzmaßnahmen – § 10 und 11 BioStoffV

Symbol für Biogefährdung nach Anhang I der BioStoffV

§ 10 beschreibt die zusätzlichen Schutzmaßnahmen und Anforderungen bei Tätigkeiten der Schutzstufe 2, 3 oder 4 in Laboratorien, in der Versuchstierhaltung sowie in der Biotechnologie. Diese Schutzmaßnahmen umfassen beispielsweise folgende Vorgaben:
- Die Schutzstufenbereiche müssen räumlich festgelegt, entsprechend bezeichnet und mit dem Symbol für Biogefährdung gekennzeichnet werden.
- Es müssen die Schutzmaßnahmen nach Anhang II oder III der BioStoffV durchgeführt werden.
- Gebrauchte spitze und scharfe Arbeitsmittel (z. B. Injektionsnadeln oder Skalpelle) müssen sicher entsorgt werden.
- Zugang zu Biologischen Arbeitsstoffen der Risikogruppe 3 oder 4 dürfen nur fachkundige und zuverlässige Beschäftigte haben. Für die Tätigkeiten der Schutzstufe 3 oder 4 müssen Arbeitsanweisungen für die Beschäftigten vorliegen.

§ 11 beschreibt die zusätzlichen Schutzmaßnahmen und Anforderungen bei Tätigkeiten der Schutzstufe 2, 3 oder 4 in Einrichtungen des Gesundheitsdienstes. Diese Schutzmaßnahmen umfassen beispielsweise folgende Vorgaben:
- Es müssen wirksame Desinfektions- und Inaktivierungsverfahren (z. B. Sterilisation) festgelegt werden.
- Oberflächen, die desinfiziert werden müssen, dürfen nicht durch die verwendeten Desinfektionsmittel angegriffen werden.
- Sofern es technisch möglich ist, müssen spitze und scharfe medizinische Instrumente durch solche ersetzt werden, von denen keine oder eine geringere Gefahr von Stich- und Schnittverletzungen ausgeht.
- Gebrauchte Kanülen dürfen nicht in die Schutzkappe zurückgesteckt werden.
- Gebrauchte spitze und scharfe Arbeitsmittel müssen sicher entsorgt werden, dies ist beispielsweise mit Hilfe einer Kanülenabwurfbox möglich.
- Für die Tätigkeiten der Schutzstufe 3 oder 4 müssen Arbeitsanweisungen für die fachkundigen Beschäftigten vorliegen. Die räumliche Festlegung der Schutzstufenbereiche sowie deren Kennzeichnung (Symbol für Biogefährdung) ist nur für Tätigkeiten der Schutzstufe 4 vorgeschrieben.

#### Arbeitsmedizinische Vorsorge – § 12 BioStoffV
Die Verordnung zur arbeitsmedizinischen Vorsorge muss beachtet werden.

#### Betriebsstörungen, Unfälle – § 13 BioStoffV
Bei Tätigkeiten der Schutzstufen 2 bis 4 müssen vor Beginn dieser Tätigkeiten alle erforderlichen Maßnahmen für einen Notfall festgelegt werden. Diese Maßnahmen sollen bei einer Betriebsstörung oder einem Unfall helfen, dass es möglichst wenig Auswirkungen auf die Sicherheit und Gesundheit der Beschäftigen, aber auch anderer Personen (z. B. im Umfeld des Betriebes) gibt und dass der normale Betriebsablauf baldmöglichst wiederhergestellt wird. Die erforderlichen Maßnahmen sind Bestandteil einer Betriebsanweisung. Für Tätigkeiten der Schutzstufe 3 oder 4 sind noch darüberhinausgehende Maßnahmen festzulegen, um alles Erdenkliche dazu beizutragen, die Freisetzung der Biostoffe zu verhindern.

#### Betriebsanweisung und Unterweisung der Beschäftigten – § 14 BioStoffV
Auf Grundlage der Gefährdungsbeurteilung (siehe § 4 BioStoffV) muss eine schriftliche Betriebsanweisung erstellt werden. Sie muss sich entweder auf einen Arbeitsbereich oder einen Biologischen Arbeitsstoff beziehen und muss in einer für die Mitarbeiter verständlichen Form und Sprache verfasst sein. Bei Tätigkeiten mit BA der Risikogruppe 1 braucht normalerweise keine Betriebsanweisung erstellt werden. Die Betriebsanweisung muss aktualisiert werden, wenn es wichtige Veränderungen der Arbeitsbedingungen gibt. Für Tätigkeiten der Schutzstufen 3 und 4 müssen zusätzlich zur Betriebsanweisung auch Arbeitsanweisungen erstellt werden, die am Arbeitsplatz vorliegen müssen.
Der Arbeitgeber ist dafür verantwortlich, dass die Beschäftigen anhand der Betriebsanweisung über alle Gefährdungen und die erforderlichen Schutzmaßnahmen mündlich unterwiesen werden. Die Unterweisung ist so durchzuführen, dass bei den Beschäftigten ein Sicherheitsbewusstsein geschaffen wird. Die Unterweisung muss vor Aufnahme der Beschäftigung und danach mindestens jährlich durchgeführt und dokumentiert werden.

### Vierter Abschnitt – Erlaubnis- und Anzeigepflichten

#### Erlaubnispflicht – § 15 BioStoffV
Für Tätigkeiten der Schutzstufe 3 oder 4 muss von der zuständigen Behörde eine Erlaubnis eingeholt werden. Bei Tätigkeiten mit Biostoffen der Risikogruppe 3, die mit (**) gekennzeichnet sind, braucht man diese Erlaubnis nicht. Dieser Paragraph gilt für Laboratorien, in der Versuchstierhaltung und in der Biotechnologie.

#### Anzeigepflicht – § 16 BioStoffV
Gezielte Tätigkeiten mit Biostoffen der Risikogruppe 2 und der Risikogruppe 3 – sofern die Tätigkeiten nicht schon durch die Erlaubnispflicht erfasst sind –
muss der Arbeitgeber bei der zuständigen Behörde anzeigen. In dieser Anzeige müssen Name und Anschrift des Arbeitgebers, eine Beschreibung der vorgesehenen Tätigkeiten, das Ergebnis der Gefährdungsbeurteilung, die Art des BA und die Maßnahmen zum Schutz der Sicherheit und Gesundheit der Beschäftigten enthalten sein. Diese Anzeigepflicht gilt für Laboratorien, in der Versuchstierhaltung und in der Biotechnologie. In Einrichtungen des Gesundheitsdienstes muss die Aufnahme eines infizierten Patienten in eine Patientenstation der Schutzstufe 4 angezeigt werden.

### Fünfter Abschnitt – Vollzugsregelungen und Ausschuss für Biologische Arbeitsstoffe

#### Unterrichtung der Behörde – § 17 BioStoffV
Falls bei Tätigkeiten mit Biostoffen der Risikogruppe 3 oder 4 ein Unfall oder eine Betriebsstörung (siehe § 13 BioStoffV) erfolgt, muss der Arbeitgeber die zuständige Behörde sofort darüber unterrichten (informieren). Auch wenn Krankheits- und Todesfälle bei Beschäftigen auftreten, die auf deren Tätigkeit mit den BA zurückzuführen sind, muss die zuständige Behörde unterrichtet werden.

#### Behördliche Ausnahmen – § 18 BioStoffV
Falls ein entsprechender Antrag des Arbeitgebers vorliegt, kann die zuständige Behörde in gewissem Umfang Ausnahmen von den Vorschriften ermöglichen. Dies betrifft die allgemeinen und zusätzlichen Schutzmaßnahmen (§§ 9, 10, 11 BioStoffV) und Maßnahmen bei Betriebsstörungen und Unfällen (§ 13 BioStoffV). Solche Ausnahmen sind möglich, wenn die Einhaltung der Vorschrift ansonsten zu einer unverhältnismäßige Härte führen würde. In jedem Fall muss – trotz der beantragten Abweichungen – der Schutz der betroffenen Beschäftigten gewährleistet sein.

#### Ausschuss für Biologische Arbeitsstoffe – § 19 BioStoffV
Beim Bundesministerium für Arbeit und Soziales wird ein Ausschuss für Biologische Arbeitsstoffe (ABAS) gebildet. Dieser Ausschuss ist bei der Bundesanstalt für Arbeitsschutz und Arbeitsmedizin (BAuA) eingerichtet worden. Seine Mitglieder sind „[…] fachlich geeignete Personen vonseiten der Arbeitgeber, der Gewerkschaften, der Länderbehörden, der gesetzlichen Unfallversicherung und weitere fachlich geeignete Personen, insbesondere der Wissenschaft […]“ (§ 19 Abs. 1 BioStoffV). Die Aufgaben des ABAS beinhalten:
- Die Ermittlung von gesicherten Erkenntnissen für Tätigkeiten mit BA. Solche gesicherten Erkenntnisse werden als Stand der Technik, Stand der Wissenschaft, Stand der Arbeitsmedizin usw. bezeichnet.
- Die Veröffentlichung von darauf basierenden Empfehlungen.
- Die Erstellung von Regeln, die dabei helfen, die in der Biostoffverordnung genannten Anforderungen umzusetzen. Dies erfolgt durch Herausgabe der Technischen Regeln für Biostoffe (TRBA).
- Die wissenschaftlichen Bewertungen von BA und deren Einstufung in Risikogruppen, auch dies erfolgt durch Herausgabe der TRBA.
- Beratung des Bundesministeriums für Arbeit und Soziales in Fragen der biologischen Sicherheit.

### Sechster Abschnitt – Ordnungswidrigkeiten, Straftaten und Übergangsvorschriften
- Ordnungswidrigkeiten – § 20 BioStoffV
- Straftaten – § 21 BioStoffV
- Übergangsvorschriften – § 22 BioStoffV

### Anhang I bis III der BioStoffV
- Anhang I: Symbol für Biogefährdung
- Anhang II: Zusätzliche Schutzmaßnahmen bei Tätigkeiten in Laboratorien und vergleichbaren Einrichtungen sowie in der Versuchstierhaltung
- Anhang III: Zusätzliche Schutzmaßnahmen bei Tätigkeiten in der Biotechnologie